# 马来西亚汉学院
马来西亚汉学院（英文：Malaysian Han Studies），簡稱汉学院，是由释净空老教授所創辦的馬來西亞非营利学习学院，位于马来西亚马六甲市。

## 历史
2012年，釋淨空倡建的馬來西亞漢學院在馬來西亞首相全力支持下破土動工。

## 课程
- 文字学
- 了凡四训
- 大学
- 论语
- 亲子共学班
- 汉学基础课程 - 与威尔士三一圣大卫大学合作开办[2][3]

## 国际姊妹校
| - 英国 - 威尔士三一圣大卫大学 |